# Bromsgrove School
Bromsgrove School ist ein koedukatives Internat in Bromsgrove in der englischen Grafschaft Worcestershire. Gegründet im Jahre 1553, gilt sie als eine der renommiertesten und ältesten Privatschulen des Landes.
Die Schule wird von 944 Schülern besucht, davon 55 % Internatsschüler und 20 % internationale Schüler. Im Schuljahr 2019/2020 betrugen die Schulgebühren 12.740 Britische Pfund für jeden Term. Der Schulleiter ist Peter Clague. Die Schule hat verschiedene Musik- und Kunstangebote, darunter Orchester, Konzerte, Jazz Band und Kirchenchor. Es finden im Jahr mehrere Musik- und Theateraufführungen statt. Zu den angebotenen Sportarten gehören Hockey, Rugby, Netball, Football, Basketball, Cross Country, Tennis, Schwimmen und Leichtathletik. In den letzten Jahren investierte Bromsgrove School in verschiedene Projekte, beispielsweise die Errichtung eines neuen Art, Design and Technology Centre und eines Library and Resources Centre. Seit mehreren Jahren bietet die Schule neben den A-Level-Abschlüssen das IB (International Baccalaureate) für Oberstufenschüler an bzw. für Schüler der 10. Klasse das Pre-IB.